# Districtul Lamduan
Lamduan (în thailandeză ลำดวน) este un district (Amphoe) din provincia Surin, Thailanda, cu o populație de 30.059 de locuitori și o suprafață de 301,0 km².

## Componență
Districtul este subdivizat în 5 subdistricte (tambon), care sunt subdivizate în 51 de sate (muban).
| Nr. | Nume        | În thailandeză | Sate | Locuitori |  |
| --- | ----------- | -------------- | ---- | --------- |  |
| 1.  | Lamduan     | ลำดวน          | 11   | 7,791     |  |
| 2.  | Chok Nuea   | โชคเหนือ        | 9    | 4,665     |  |
| 3.  | U Lok       | อู่โลก           | 11   | 5,386     |  |
| 4.  | Tram Dom    | ตรำดม          | 10   | 5,719     |  |
| 5.  | Tapiang Tia | ตระเปียงเตีย     | 10   | 6,498     |  |